# Jean-Paul Hautier
Pour les articles homonymes, voir Hautier.
Jean-Paul Hautier, né le 7 mai 1948 à Maubeuge (Nord-Pas-de-Calais), est Professeur des Universités, ingénieur diplômé du Conservatoire national des arts et métiers (1975), Docteur Ingénieur de l'université Lille 1 (1984), agrégé de l’Université (Génie Électrique, en 1978), habilité à diriger les recherches (1989), Jean-Paul Hautier est directeur général des Arts et Métiers ParisTech jusqu'en février 2012.

## Biographie
Jean-Paul Hautier a commencé sa carrière comme chef de service dans une PME (bureau d'étude et création d'activité), entre 1973 et 1975. Chef de travaux pratiques d'ENSAM à l'IUT de Lille de 1976 à 1978, puis Professeur agrégé à l'IUT de Lille, puis à l'Université de Lille 1 jusqu'en 1986, détaché du Ministère de l'Industrie, Chef de Département à l'école des Mines de Douai, Professeur responsable de la filière Automatisme Industriel, puis Électrotechnique au Centre régional associé au CNAM jusqu'en 2001 et Professeur des universités à l'ENSAM au CER (Centre d'Enseignement et de Recherche) de Lille, Directeur du laboratoire d'électrotechnique et d'électronique de puissance de Lille (L2EP), chargé de mission pour le CNRT de Génie électrique jusqu'en 2006 et directeur de la recherche de l'ENSAM. Il assure l’administration provisoire de l'ENSAM après le départ de Mme Marie REYNIER qui fut Directrice générale de l’établissement de 2001 à 2006, puis devient le Directeur général (nomination par décret du Président de la République pour une durée de 5 ans).
Pour Jean-Paul Hautier, le goût pour la recherche remonte certainement à l'adolescence où il construisait alors des amplificateurs de puissance à tubes électroniques pour guitare électrique. En poste dans l'industrie, il s'est vu confier la mission de développer des produits nouveaux pour la mécanique fondés sur l'électronique de puissance, ce qui constitue incontestablement la genèse de tout un parcours construit sur la volonté de décloisonner les spécialités, notamment l'électrotechnique, l'automatique et la mécanique. Revenu dans le milieu universitaire en 1975, les premiers travaux ont porté sur la modélisation d'ensembles complexes convertisseurs à interrupteurs statiques électroniques de puissance, machines, charges et commandes associées. Dans cette démarche, il a utilisé les réseaux de Petri afin d'aboutir à une représentation adaptée du caractère hybride de ces systèmes complexes. Un formalisme a ainsi pris naissance pour la représentation des interrupteurs statiques et a débouché sur une représentation organisée des modèles et des structures de commande de ces systèmes. Un tel outil a été mis en application dans plusieurs contrats industriels, avec l'avantage incontestable de réduire le temps de conception et surtout de mieux appréhender les fonctions à définir. Parmi ces travaux, citons l'entraînement d'ascenseurs par système "gearless" ou l'alimentation de machines spéciales au moyen de réseaux électriques de tensions très différentes. 
Ses travaux de recherche ont essentiellement concernés les formalismes de modélisation et de commande des systèmes électriques. À la tête de l'équipe commande du L2EP de 1991 à 2000, il est notamment à l'origine du développement du GIC (Graphe Informationnel Causal), et des travaux inhérents de cette équipe. Directeur du L2EP en 2000, il est également chargé de mission pour mettre en place le Centre national de recherche technologique en génie électrique implanté en région Nord-Pas-de-Calais. Ces CNRT avaient pour objectifs de favoriser le couplage entreprises/recherche sur des problématiques d'innovation court, moyen et long terme. Cette action a permettre de réunir, autour de projets communs,des acteurs de plusieurs laboratoires et d'entreprises comme Suez, EDF, Framatome(Areva), Schneider Electric, Alstom Transport, valéo, ... Le premier projet porta sur la problématique de l'insertion de production décentralisée d'énergie électrique. D'autres projets importants ont suivi, tous liés aux composants des chaînes de transformation d’énergie électrique. Il faut retenir que la philosophie de ce CNRT, comme d'autres, était de mener une recherche de rupture technologique à partir d'incitants issus du monde socio-économique. 
En 2001 il est nommé directeur de la recherche de l'ENSAM. On retiendra que Jean-Paul Hautier n'a eu cesse de structurer et démystifier la Recherche qui peinait à trouver sa pleine reconnaissance dans un établissement en transformation constante. Des résultats ont pu être obtenus en termes de reconnaissance et de labels d'équipes.

## Publications
Jean-Paul Hautier est auteur ou coauteur de plus de 200 publications et communications diverses. Très attaché aux missions d'un professeur enseignant-chercheur, il a mené des efforts constants de diffusion du savoir en contribuant à de nombreuses communications pédagogiques, mais aussi en rédigeant près d'une dizaine d'ouvrages en collaboration avec Jean-Pierre Caron, Pierre-Jean Barre, Benoît Robyns, Bruno François, Philippe Degobert, dont quelques-uns issus directement des résultats de la recherche et de ses applications.
- Modélisation et commande de la machine asynchrone, publié chez Technip en 1995.
- Systèmes automatiques - Analyse et Modèles, publié chez Ellipses en 1996.
- Systèmes automatiques - Commande des Processus, publié chez Ellipses en 1997.
- Systèmes automatiques - Problèmes corrigés, publié chez Ellipses en 1997.
- Convertisseurs statiques - Méthodologie causale de modélisation et de commande, publié chez Technip en 1999.
- Systèmes électrotechniques - Applications industrielles, publié chez Technip en 2000.
- Commande vectorielle de la machine asynchrone - Désensibilisation et optimisation par la logique floue, publié chez Technip en 2007.
- Vector control of Induction Machines - Desensitisation and Optimisation through fuzzy logic, publié chez Springer en 2012.

## Distinctions
- Médaille de bronze de la Société d'Enseignement Technique de Lille
- Membre sénior de la SEE (Société des électriciens et des électroniciens)
- Officier de l'ordre des Palmes académiques
- Chevalier de la Légion d'honneur